# ZAD
ZAD és l'acrònim de Zone à Défendre [Zona a Defensar], un neologisme activista usat a l'Estat francès per a designar una forma d'okupació política autogestionada i ecologista, la majoria de les vegades a l'aire lliure i destinada a oposar-se a un projecte desenvolupista. Les ZAD es creen sobretot en àrees amb un gran valor mediambiental o agrícola, però la denominació també s'ha utilitzat per a ocupacions en zones urbanes, per exemple a Rouen o a Décines-Charpieu.
A principis de 2016 hi havia entre 10 i 15 ZAD. Els habitants de les ZAD s'anomenen «zadistes». La majoria són okupes vinculats al moviment autònom, tot i que en alguns casos, per exemple a Notre-Dame-des-Landes, la població és més heterogènia, formada per famílies, neorurals, activistes anticapitalistes i antisistema en general. Les activistes limiten les seves necessitats, prioritzen la feina col·lectiva i aprenen a ser autònomes, bastint solidaritats entre persones diferents fora del neoliberalisme.

## Galeria fotogràfica

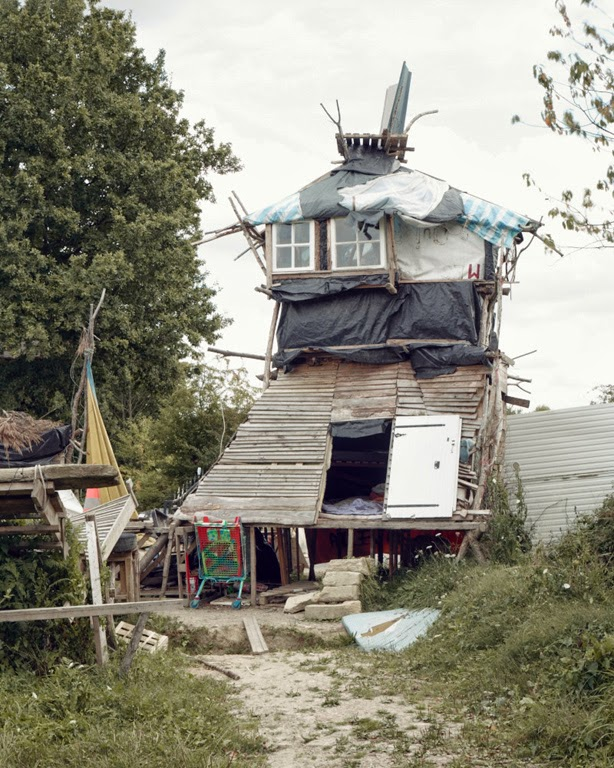
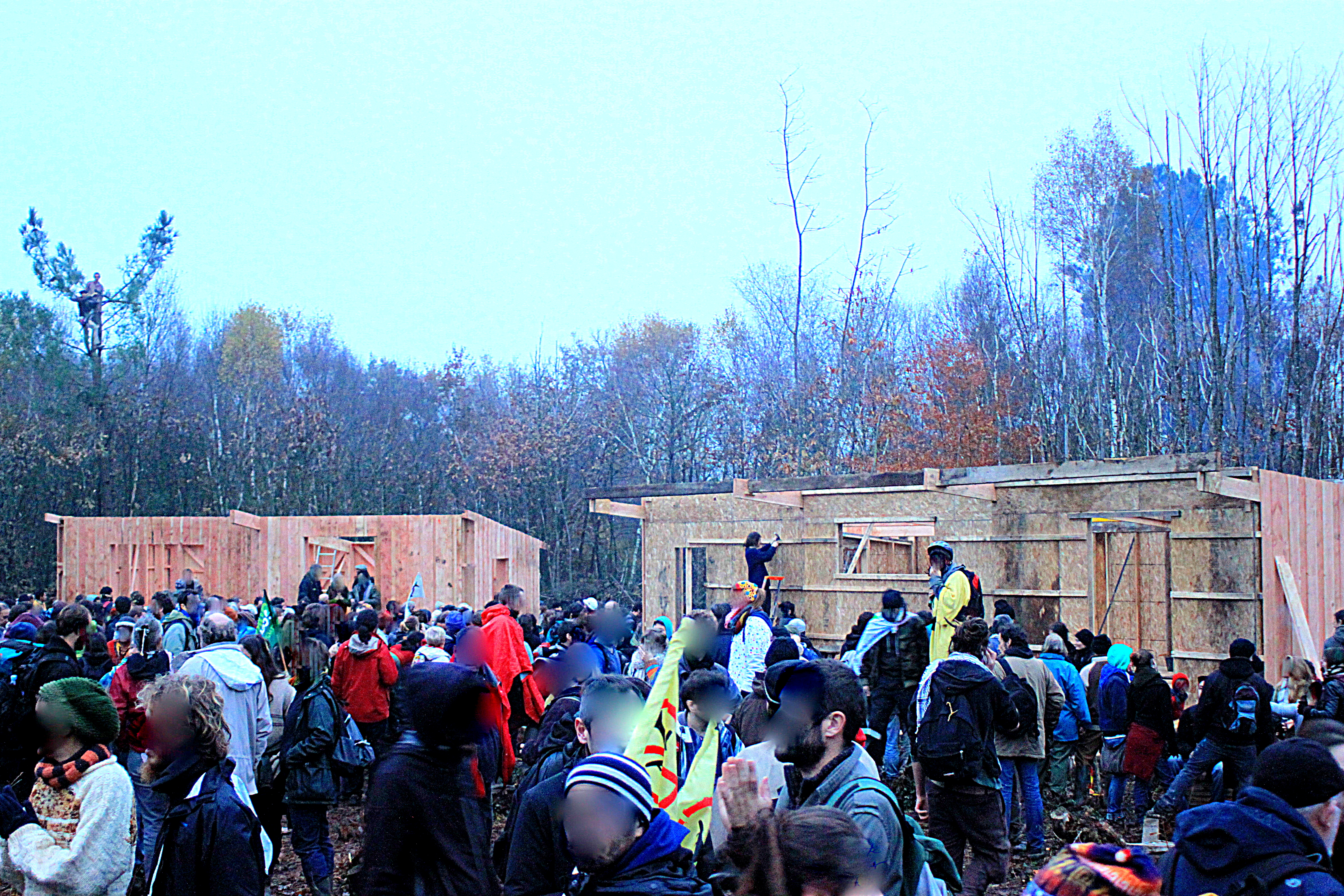